# Giulio Saraudi
Giulio Saraudi (* 3. Juli 1938 in Civitavecchia; † 20. April 2005 ebenda) war ein italienischer Boxer. Er war Europameister der Amateurboxer 1961 und Gewinner einer Bronzemedaille bei den Olympischen Spielen 1960 in Rom, jeweils im Halbschwergewicht.

## Werdegang
Amateurlaufbahn
Giulio Saraudi begann als Jugendlicher mit dem Boxen. Im Alter von 20 Jahren vertrat er Italien erstmals in einem Länderkampf und verlor dabei in Belgrad im Halbschwergewicht gegen den Jugoslawen Ahmet Bogunic nach Punkten. 1959 startete er bei der Europameisterschaft der Amateure in Luzern im Halbschwergewicht. Er gewann dort im Achtelfinale über Willi Kopischke aus der Bundesrepublik Deutschland und im Viertelfinale über Johnny Ould aus England jeweils nach Punkten. Im Halbfinale unterlag er gegen Gheorghe Negrea aus Rumänien nach Punkten und belegte damit den 3. Platz.
Giulio Saraudi war Angehöriger der italienischen Streitkräfte. Er startete deshalb 1960 bei der sog. CISM-Militär-Weltmeisterschaft in Wiesbaden und gewann dort den Titel im Halbschwergewicht. Diesen Titel gewann er auch 1961 in Fort Dix in den Vereinigten Staaten durch einen Punktsieg über den US-Amerikaner Hunter und 1964 in Tunis mit einem Sieg über den Ägypter Shokweir.
1960 wurde er auch bei den Olympischen Spielen in Rom eingesetzt. Er siegte dort im Halbschwergewicht über Muhammad Safdar aus Pakistan und Rafael Gargiulo aus Argentinien jeweils nach Punkten. Im Halbfinale unterlag er gegen den dreifachen polnischen Europameister Zbigniew Pietrzykowski und schied aus. Mit dem Erreichen des Halbfinales hatte er aber schon eine olympische Bronzemedaille gewonnen.
Bei der Europameisterschaft 1961 in Belgrad nutzte Giulio Saraudi die Gunst einer guten Auslosung und kam mit einem Abbruch-Sieg in der 2. Runde über Tom Menzies aus Schottland und einem Punktsieg über Zdzislaw Jozefowicz aus Polen in das Finale gegen Gheorghe Negrea, den er diesmal nach Punkten besiegen konnte und damit Europameister wurde.
Giulio Saraudi wurde in den Jahren 1958, 1959, 1961, 1962, 1963 und 1964 italienischer Meister im Halbschwergewicht der Amateurboxer. Ab 1963 wurde vom italienischen Boxverband aber im Halbschwergewicht Cosimo Pinto eingesetzt. Pinto wurde 1964 in Tokio Olympiasieger. Giulio Saraudi trat 1965 zu den Berufsboxern über.

## Internationale Erfolge
(OS = Olympische Spiele, WM = Weltmeisterschaft, EM = Europameisterschaft, Hs = Halbschwergewicht, damals bis 81 kg Körpergewicht)
- 1959, 3. Platz, EM in Luzern, Hs, hinter Zbigniew Pietrzykowski, Polen und Gheorghe Negrea, Rumänien, gemeinsam mit Lew Senkin, UdSSR;

- 1960, 1. Platz, CISM-Militär-WM in Wiesbaden, Hs;

- 1960, Bronzemedaille, OS in Rom, Hs, hinter Cassius Clay, USA u. Zbigniew Pietrzykowski, gemeinsam mit Anthony Madigan, Australien;

- 1961, 1. Platz, EM in Belgrad, Hs, vor Gheorghe Negrea, Zdzislaw Jozefowicz, Polen u. Jack Bodell, England;

- 1961, 1. Platz, CISM-Militär-WM in Fort Dix, USA, Hs, vor Hunter, USA;

- 1964, 1. Platz, CISM-Militär-WM in Tunis, Hs, vor Shokweir, Ägypten

## Länderkämpfe
- 1958 in Belgrad, Jugoslawien gegen Italien, Hs, Punktniederlage gegen Ahmet Bogunic,
- 1959 in Bologna, Italien gegen Jugoslawien, Hs, Punktsieger über Nikola Popovic,
- 1961 in Frankfurt am Main, BRD gegen Italien, Hs, Punktsieger über Kurt Morwinsky,
- 1962 in Cagliari, Italien gegen Spanien, Hs, techn. KO-Sieger 2. Runde über Penalver

Profilaufbahn
Die Profilaufbahn von Giulio Saraudi verlief unspektakulär. Er bestritt von 1965 bis 1968 nur 14 Kämpfe, von denen er einen verlor. Seinen ersten Kampf bestritt er am 22. Januar 1965 in Rom, in dem er seinen Landsmann Alberto Grandolini durch technischen KO in der dritten Runde besiegte. Am 14. Mai 1966 gewann er in der Deutschlandhalle in Berlin gegen den Deutschen Horst Benedens nach acht Runden nach Punkten. Am 2. Dezember 1966 besiegte er im Palazzo dello Sport in Rom einen weiteren Deutschen, Jürgen Blin aus Hamburg, nach Punkten.
Am 2. Dezember 1966 kämpfte er in Rom gegen den Ex-Europameister im Halbschwergewicht Giulio Rinaldi. Dieser Kampf wurde in der 5. Runde ohne Wertung abgebrochen. Am 24. April 1967 verlor Giulio Saraudi in Nottingham gegen den nicht zur allerersten englischen Klasse zählenden Schwergewichtler Johnny Prescott nach Punkten. Danach bestritt er nur noch den Kampf gegen den US-Amerikaner Eddie Roosevelt am 19. Januar 1968 in Rom, den er nach Punkten gewann.
Meisterschaftskämpfe bestritt Giulio Saraudi während seiner Profilaufbahn nicht.